# Kortehemmen
Kortehemmen (Fries: Koartehimmen) is een dorp in de gemeente Smallingerland, in de Nederlandse provincie Friesland. Kortehemmen ligt tegen de zuidwestelijke rand van Drachten. Een aanzienlijk deel van het dorpsgebied loopt door tot aan de overzijde van de snelweg A7. In dit deel lag oorspronkelijk het dorp, hoewel de bebouwde kom vanaf 1930 steeds meer ten noorden kwam te liggen, ter hoogte van de voormalige buurtschappen Zandburen en De Galhoek. In 2023 telde Kortehemmen 145 inwoners.
De naam "Kortehemmen" slaat op het karakter van het omliggende land. Hemmen zijn laagliggende gronden die meestal bij een riviertje liggen.
Het vormingscentrum van Woodbrookers in Kortehemmen heeft een bestemming gekregen als behandelcentrum voor de jeugdzorg met vrijwillige en gedwongen verpleging van de zorgorganisatie Jeugdhulp Friesland.

## Reigerbos
Te zuiden van het dorp ligt het Reigerbos. Het bos bestaat voornamelijk uit oud loofbos, dat extensief werd verzorgd. In het gebied leeft een groot aantal bijzondere insectensoorten. Oostelijk van het bos ligt het Kortehemsterveld, waar tot in de jaren 30 nog een spinnenkopmolen stond. Het Reigerbos is in bezit van de Van Teyens Fundatie.

## Kerk en klokkenstoel
Toonaangevend is het middeleeuwse kerkje, daterend uit omstreeks 1300. Op het kerkhof staat een van de klokkenstoelen in Friesland.